# Cuturapi (distrito)
Cuturapi é um distrito do Peru, departamento de Puno, localizada na província de Yunguyo.

## História
O então Presidente da República, Fernando Belaúnde, baixou o decreto nº 24042 de dezembro de 1984, crea o distrito da Cuturapi.

## Alcaides
- 2011-2014: Valentín Huanchi Huallpa.
- 2007-2010: Humberto Mamani Huanchi.

## Festas
- João Batista

## Transporte
O distrito de Cuturapi é servido pela seguinte rodovia:
- PU-130, que liga a cidade de Zepita ao distrito de Pomata [1][2][3]